# 商工高等学校
商工高等学校（しょうこうこうとうがっこう）とは、日本の主に商業、工業についての専門技術や知識を習得するために「商業に関する学科」（商業科）と「工業に関する学科」（工業科）が併置されている高等学校のことである。一般的には、学校の名称に「商工高等学校」の語が含まれている学校を指す。商工高等学校は、職業高等学校の一種とされ、広義の商業高等学校や工業高等学校に含まれる場合もある。

## おもな設置学科
多くの商工高等学校で設置されている学科には、次のようなものがある。
- 商業に関する学科
- 工業に関する学科

## 現在の商工高等学校

### 岩手県
- 岩手県立釜石商工高等学校
- 岩手県立宮古商工高等学校

### 栃木県
- 栃木県立鹿沼商工高等学校

### 群馬県
- 群馬県立館林商工高等学校

### 神奈川県
- 神奈川県立商工高等学校

### 新潟県
- 新潟県立塩沢商工高等学校

### 岐阜県
- 関市立関商工高等学校

### 福井県
- 福井県立武生商工高等学校

### 奈良県
- 奈良県立奈良商工高等学校（2021年4月、奈良県立奈良朱雀高等学校より改称）

### 岡山県
- 玉野市立玉野商工高等学校（2018年4月、機械科設置により玉野市立玉野商業高等学校より改称）

### 山口県
- 山口県立徳山商工高等学校
- 山口県立萩商工高等学校
- 山口県立柳井商工高等学校
- 山口県立防府商工高等学校（2012年4月、機械科設置により山口県立防府商業高等学校より改称）

### 熊本県
- 熊本県立鹿本商工高等学校

### 鹿児島県
- 鹿児島県立川内商工高等学校

### 沖縄県
- 沖縄県立名護商工高等学校
- 沖縄県立八重山商工高等学校

## かつてあった商工高校

### 北海道
- 北海道帯広商工高等学校 - 1950年北海道帯広高等学校と統合し北海道帯広柏葉高等学校となる[1]
- 北海道稚内商工高等学校 - 2011年北海道稚内高等学校へ統合[2]、2013年廃校

### 岩手県
- 一関商工高等学校 - 2001年一関学院高等学校に改称[3]

### 秋田県
- 秋田県立湯沢商工高等学校 - 2011年秋田県立湯沢北高等学校と統合し秋田県立湯沢翔北高等学校へ[4]

### 山形県
- 山形県立酒田商工高等学校 - 1962年山形県立酒田工業高等学校を分離し山形県立酒田商業高等学校に改称[注釈 1]
- 山形県立天童商工高等学校 - 1977年山形県立天童高等学校に改称[6]

### 福島県
- 福島県立福島商工高等学校[7] - 不明[注釈 2]
- 福島県立喜多方商工高等学校 - 1963年福島県立喜多方工業高等学校を分離し福島県立喜多方商業高等学校に改称[注釈 3]

### 埼玉県
- 埼玉県立熊谷商工高等学校 - 1966年埼玉県立熊谷商業高等学校と埼玉県立熊谷工業高等学校に分離[11]

### 東京都
- 関東商工高等学校 - 1973年関東第一高等学校に改称[12]
- 帝京商工高等学校 - 1973年帝京大学高等学校に改称[13]

### 神奈川県
- 横浜商工高等学校 - 2003年横浜創学館高等学校に改称[注釈 4]

### 千葉県
- 千葉工商高等学校 - 1995年敬愛学園高等学校に改称[14]

### 新潟県
- 新潟県立新発田商工高等学校 - 1983年新潟県立新発田南高等学校と新潟県立新発田商業高等学校に分離[15]
- 新潟県立糸魚川商工高等学校 - 1998年新潟県立糸魚川白嶺高等学校に改称[16]

### 長野県
- 長野県須坂商工高等学校 - 1951年長野県須坂商業高等学校に改称[17]

### 愛知県
- 愛知県半田商工高等学校 - 1948年10月廃校し愛知県立半田南高等学校商業課程を経て愛知県立半田商業高等学校へ[18]
- 愛知県立津島商工高等学校 - 1976年募集停止[19]

### 三重県
- 三重県立四日市商工高等学校 - 1948年5月23日三重県立四日市商業高等学校と統合し三重県立四日市実業高等学校へ（のち三重県立四日市高等学校への統合を経て三重県立四日市商業高等学校・三重県立四日市工業高等学校に分離）
- 三重県立宇治山田商工高等学校 - 1958年三重県立伊勢工業高等学校及び三重県立伊勢実業高等学校を分離し三重県立宇治山田商業高等学校に改称[20]
- 三重県立上野商工高等学校 - 1964年三重県立上野商業高等学校と三重県立上野工業高等学校に分離[注釈 5]

### 滋賀県
- 滋賀県立長浜商工高等学校 - 1998年滋賀県立長浜北星高等学校に改称[22]

### 奈良県
- 奈良県立奈良商工高等学校 - 1967年奈良県立奈良商業高等学校と奈良県立奈良工業高等学校に分離[23]。平成19年、再統合され奈良県立奈良朱雀高等学校となる。商業系・工業系学科を併設。令和3年、再び奈良県立奈良商工高等学校に改称する。

### 和歌山県
- 和歌山県立御坊商工高等学校 - 2003年和歌山県立紀央館高等学校に改称[24]

### 岡山県
- 岡山県立笠岡商工高等学校 - 1961年岡山県立笠岡工業高等学校を分離し岡山県立笠岡商業高等学校に改称[25]

### 島根県
- 島根県立出雲商工高等学校 - 1949年島根県出雲農業高等学校と統合し島根県立出雲産業高等学校となり、1963年島根県立出雲商業高等学校へ改称[26]

### 香川県
- 香川県立丸亀商工高等学校 - 1949年香川県立丸亀第二高等学校と改称、その後香川県立丸亀商業高等学校を経て香川県立丸亀城西高等学校に改称[27]

### 徳島県
- 徳島県立美馬商工高等学校 - 1967年徳島県立貞光工業高等学校を分離し徳島県立美馬商業高等学校に改称[注釈 6]

### 長崎県
- 長崎県立佐世保商工業高等学校 - 1951年長崎県立佐世保商業高等学校[29]と長崎県立佐世保工業高等学校に分離[注釈 7]

### 鹿児島県
- 鹿児島商工高等学校 - 1994年樟南高等学校に改称[30]
- 徳之島商工高等学校 - 1979年第二鹿児島商工高等学校から改称、2002年樟南第二高等学校に改称[31]